# 龍仁大学校
龍仁大学校（ヨンインだいがっこう、朝鮮語: 용인대학교、英語: Yong-In University）は、大韓民国の京畿道龍仁市処仁区にある私立大学。学校法人丹豪学園によって運営されている。
「道義相磨 欲而爲人」を建学の精神に掲げる。柔道学校から始まった大学である。

## 歴史
前身は1963年にソウル市中区小公洞に建てられた大韓柔道学校である。大韓柔道学校の初代校長には李範奭が就任し、1956年に認可された財団法人大鳴学園によって運営される。財団法人大鳴学園は1964年に学校法人に変更される。1969年、校舎をソウル市城東区九宜洞に移転する。1985年、校舎は再度、龍仁郡龍仁邑に移転する。
1989年、学校法人大鳴学園は学校法人丹豪学園に名称が変更されるとともに、大韓柔道学校は大韓体育科学大学に改編され、1990年3月に開校する。1992年には総合大学に昇格し、大韓体育科学大学校となる。初代総長には高光得が就任する。1993年、大韓体育科学大学は現在の龍仁大学校に名称を変更する。

## 組織

### 学部
- 武道大学
  - 柔道学科
  - 柔道競技指導学科
  - 格技指導学科
  - 東洋武芸学科
  - テコンドー学科
  - テコンドー競技指導学科
  - 警護学科
- 体育科学大学
  - 社会体育学科
  - 特殊体育教育科
  - 体育学科
  - スポーツメディア学科
  - ゴルフ学科
- 芸術大学
  - 舞踊学科
  - 絵画学科
  - 産業デザイン学科
  - 演劇学科
  - 映画映像学科
  - 国楽科
  - 文化財学科
  - デジタルメディア学科
- 産業情報大学
  - 経営学科
  - 観光学科
  - 経営情報学科
  - 警察行政学科
  - 中国学科
  - 英語科
- 自然科学大学
  - 環境学科
  - 産業環境保健学科
  - 食品栄養学科
  - コンピュータ情報学科
  - 生命科学科
- 保健福祉大学
  - 物理治療学科
  - 老人リハビリ福祉学科
  - ライフデザイン学科

### 大学院
- 大学院(一般)
  - 体育学科
  - 舞踊学科
  - 経営学科
  - 環境保健学科
  - 食品栄養学科
  - 警護学科
  - 生命科学科
  - 物理治療学科
- 体育科学大学院
  - 体育科学学科
  - 社会体育学科
  - 警護学科
  - ゴルフ学科
  - スポーツ産業経営学科
- 経営大学院
  - 経営学科
  - 警察管理学科
  - 美容産業経営学科
- 文化財大学院
  - 文化財保存学科
  - 考古学科

- 教育大学院
  - 体育教育専攻
  - 美術教育専攻
  - 教育行政専攻
  - 電子計算教育専攻
  - 環境教育専攻
  - 特殊教育専攻
  - 国楽教育専攻
  - 専門相談教育専攻
  - 英語教育専攻
  - 栄養教育専攻
- 芸術大学院
  - 国楽学科
  - 映画学科
  - 絵画学科
  - 文化財保存学科
  - 芸術治療学科
- 再活保険科学大学院
  - 物理治療学科
  - 言語治療学科
  - 皮膚肥満体形管理学科
- テコンドー大学院
  - テコンドー学科
  - テコンドー産業経営学科

## 日本の他大学との協定
- 国際武道大学
- 東京有明医療大学
- 日本体育大学
- 帝京大学
- 名古屋芸術大学
- 山口福祉文化大学